# Гай Азиний Полион
Вижте пояснителната страница за други личности с името Гай Азиний Полион.
Гай Азиний Полион (на латински: Gaius Asinius Pollio; * 76 г. пр.н.е.; † 5 г.) e римски политик, оратор, поет и историк.
Близък приятел и съратник на Гай Юлий Цезар.

## Биография
Азиний Полион произлиза от плебейския род (gens) Азинии, от малкото племе маруцини (marrucini). Баща му Гнeй Азиний Полион се занимава интензивно с възпитанието на своя син.
Азиний Полион участва в гражданската война между Юлий Цезар и Гней Помпей и, въпреки тежненията на Цезар към установяване на пожизнена диктатура, е на негова страна от самото ѝ начало при преминаването му на граничната река Рубикон. Полион взема активно участие в боевете в Баграда (49 пр.н.е.), при Фарсала (48 пр.н.е.), Тапс (46 пр.н.е.) и Мунда (45 пр.н.е.). 
През 47 г. пр.н.е. той е народен трибун.
Полион участва и в боевете на Пиринейския полуостров срещу Помпей, където е по времето на убийството на Цезар като управител на провинция Далечна Испания (Hispania ulterior) (44/43 пр.н.е.).
През 43 пр.н.е. е със Марк Антоний и го прави управител на частта от провинция Цизалпийска Галия между река По и Алпите. Полион е отговорник при подялбата между ветераните на земята в областта на Мантуа и използва влиянието си, за да спаси собствеността на поета Вергилий от отчуждаване.
През 40 пр.н.е. участва в мирните преговори в Брундизиум на Октавиан. Същата година става консул, a Вергилий му посвещава своето прочуто четвърто овчарско стихотворение (еклога) (Ecl.4: Pollio).
През 39 пр.н.е. Полион води успешен поход против илирийския народ партини, подкрепил Брут и празнува на 25 октомври своя триумф. Вергилий пише за него своето осмо стихотворение (еклога) Pharmaceutria, докато той е още на този поход. 
След тази война Полион се оттегля от политиката и започва да се занимава с литературните си интереси. Той е приятел на поета Катул и помага на Хораций, пише трагедии, граматически произведения и речи. Полион е автор и на Historiae, „История нa гражданската война в Рим“ в 17 книги.
От продажбата на плячкат] от войната финансира през 39 г. пр.н.е. първата обществена библиотека на Рим в Atrium Libertatis. Библиотеката има отдел за гръцка и отдел за латинска литература и в нея са сложени статуии на важните автори от миналото. Като знак на особена почит е поставена статуя и на вече много стария, но още жив учен Марк Теренций Варон.
Полион приема при себе си ретора Тимаген от Александрия - след като той изпада в немилост пред император Октавиан Август. Приютява в дома си и еврейските принцове Аристобул IV и Александър от Иродиадите - около 22 г. пр.н.е, след прогонването им от Ирод Велики в Рим.
Умира в своята вила в Тускулум през 4 г. от н.е.
Полион е женен за Квинкция, дъщеря на Луций Квинкций.
Неговият син Гай Азиний Гал Салонин, консул 8 пр.н.е., се жени през 11 пр.н.е. за Випсания Агрипина, бивша жена на император Тиберий. Дъщеря на Гай Азиний Пилион е Азиния Полионис - съпруга на политика Марк Езернин.